# Comuna Bulboci, Soroca
Comuna Bulboci este o comună din raionul Soroca, Republica Moldova. Este formată din satele Bulboci (sat-reședință) și Bulbocii Noi.

## Demografie
Conform datelor recensământului din 2014, comuna are o populație de 1.970 de locuitori. La recensământul din 2004 erau 2.284 de locuitori.
Conform datelor recensământului din 2004, componența etnică a populației comunei era următoarea: 99,34% - moldoveni, 0,35% - ucraineni, 0,09% - ruși, 0,04% - găgăuzi, 0,18% - alte etnii. În comuna Bulboci au fost înregistrate 833 de gospodării casnice în anul 2004; mărimea medie a unei gospodării era de 2,7 persoane.

## Administrație și politică
Componența Consiliului local Bulboci (11 consilieri), ales la 5 noiembrie 2023, este următoarea:
|  | Partid                                       | Consilieri | Componență | Componență | Componență | Componență | Componență | Componență |
|  | -------------------------------------------- | ---------- | ---------- | ---------- | ---------- | ---------- | ---------- | ---------- |
|  | Partidul Acțiune și Solidaritate             | 6          |            |            |            |            |            |            |
|  | Partidul Socialiștilor din Republica Moldova | 4          |            |            |            |            |            |            |
|  | Mișcarea „Respect Moldova”                   | 1          |            |            |            |            |            |            |